# 日本伸銅
日本伸銅株式会社（にほんしんどう、英: NIPPON SHINDO CO.,Ltd.）は、黄銅棒・線の製造販売を行うメーカー。
2015年（平成27年） 3月18日付でCKサンエツの連結子会社となった。

## 主力製品・事業
- 黄銅棒・線
- 鍛造加工品

## 主要事業所
- 本社 - 大阪府堺市堺区匠町20番地1
- 大阪黄銅カンパニー - 大阪府大阪市東成区大今里西2丁目8番9号

## 沿革
- 1938年（昭和13年）4月 - 創業者吉田久博が伸銅品の生産販売を目的として大阪黄銅株式会社を設立。
- 1949年（昭和24年）
  - 1月 - 現社名に変更。
  - 5月 - 大阪証券取引所に上場。（2003年廃止）
  - 6月 - 名古屋証券取引所に上場。（2003年廃止）
- 1961年（昭和36年）5月 - 東京証券取引所に上場。
- 2008年（平成20年）1月 - 丸紅の関連会社となる。
- 2011年（平成23年）5月 - 現住所へ新工場を移転する。
- 2014年（平成26年）6月 - CKサンエツの関連会社となる。
- 2015年（平成27年）
  - 3月18日 - CKサンエツの子会社となり[1]、丸紅の関連会社から外れる。
  - 7月 - 大阪黄銅株式会社を吸収合併し、大阪黄銅カンパニーとする。
- 2022年（令和4年）4月 - 東証二部市場から東証スタンダード市場へ移行する。

## 社内カンパニー
- 大阪黄銅カンパニー - 伸銅品などの売買を主とする